# Cratere Bongo
Bongo è un cratere sulla superficie di 65803 I Dimorphos.